# Еджідіо Бокканегра
Еджідіо "Жиль" Бокканегра (італ. Egidio Boccanegra; страчений в 1367 році у Севільї, Кастилія) — генуезький адмірал і корсар на службі королів Франції та Кастилії. Під час своєї бурхливої кар'єри брав участь в битвах англо-французької Столітньої війні, іспанській Реконкісті та громадянської війни в Кастилії.

## Родина
Бокканегра народився в заможній генуезькій родині, яка стала впливовою після обрання Гульєльмо Бокканегри першим генуезьким капітано-дель-пополо у 1257 році. Брат Еджідіо, Симоне Бокканегра в 1339 році став першим пожиттєвим дожем Генуезької республіки, пізніше йому були присвячені драма Антоніо Гарсіа Гутьєрреса та опера Джузеппе Верді «Симон Бокканегра».

## Битва при Сльойсі
В 1340 році король Франції Філіп VI звернувся до Генуезької республіки, щоб залучити флотилію генуезьких галер для підсилення французького флоту в очікуванні нападу англійців на чолі з королем Едуардом III. Генуезька республіка, яку з 1339 року очолював дож Симоне Бокканегра, рідний брат Еджідіо, надала в розпорядження французьким полководцям велику кількість генуезьких галер зі знаменитими генуезькими лучниками та арбалетниками на чолі з Еджідіо.
Увечері 23 червня об'єднаний франко-генуезький флот в порту фламандського міста Сльойс був атакований  англійцями на чолі з королем Едуардом III в морській битві при Сльойсі. Битва закінчмлась катастрофою для французького флоту, після дня запеклих боїв французькі сили були майже повністю знищені, а 30 000 чоловік втратили життя, включаючи полонених, які також були вбиті після бою.
Ще до битви Еджідіо Бокканегра пропонував вивести французький флот з бухти, в якій він опинився в пастці. Однак французькі капітани не послухалися його поради і зрештою загинули в битві разом з усім французьким флотом. Самому Еджідіо Бокканегрі вдалося на чолі генуезьких галер прорватись через стрій  англійських кораблів та втекти з поля бою. Він навіть спромігся увести з собою два захоплених англійських судна.

## Адмірал Кастилії

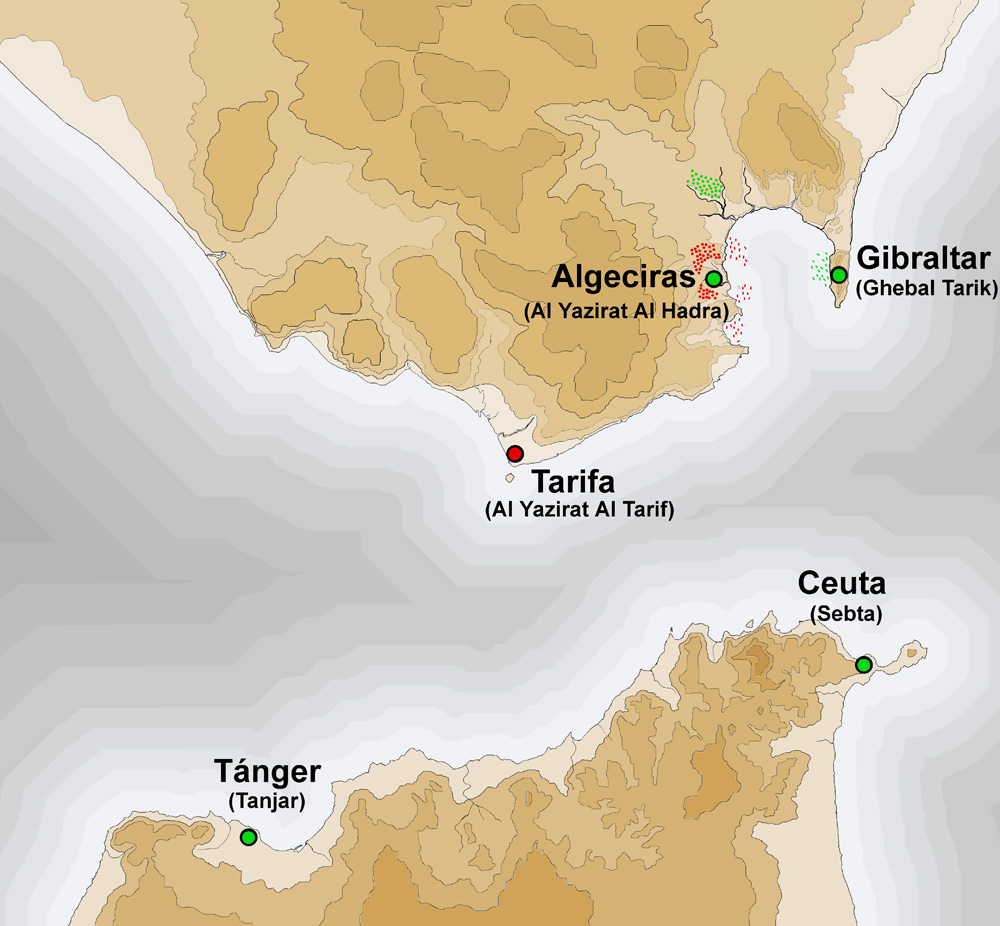
Гібралтарська протока під час облоги Альхесіраса (1342—1344)

Після нищівної поразки кастильського флоту від північноафриканських Маринідів в 1340 році в морській битві при Гетаресі, кастильський флот фактично припинив існувати. Це змусило короля Кастилії Альфонсо XI звернутися за допомогою до сусідніх Португалії та Арагону, які пообіцяли надіслати власні флотилії, оскільки потенційно нове потужне вторгнення маврів з Північної Африки загрожувало і їхнім королівствам. Крім того, Альфонсо звернувся по допомогу у відновленні кастильського флоту до  Генуезької республіки і попросив надіслати в Кастилію Еджідіо Бокканегру, який вже був відомий як здібний флотоводець, пообіцявши зробити його адміралом королівства, якщо він погодиться очолити новий кастильський флот. Генуя погодилась, відправивши Еджідіо Бокканегра та 12 галер, щоб допомогти Королівству Кастилія відновити її флот для стримання загрози з боку Маринідів.
Еджідіо прибув до Кастилії в 1341 році, і Альфонсо негайно зробив його адміралом, як і обіцяв. Він став 18-м Адміралом кастильського флоту. Еджідіо негайно взявся за роботу і вже у 1342 році за допомогою португальців розбив Маринідів у двох морських битвах. Ще одну перемогу над маврами здобув арагонський флот. За свої перемоги Еджідіо отримав у 1342 році землі в Пальма-дель-Ріо. Генуезька флотилія на чолі з Бокканегра також брала участь у подальшій облозі Альхесіраса, що стала можливою завдяки попереднім морським перемогам. Генуезька флотилія разом з флотиліями Арагону та Португалії протягом двох років змогли успішно втримати облогу Альхесіраса з моря, тоді як війська Альфонсо взяли місто в облогу на суші. Облога закінчилась в 1344 році захопленням Альхесіраса кастильськими військами, що остаточно поклало край загрозі з боку Марінідів.
На знак визнання заслуг Еджідіо, його син Амбросіо Бокканегра отримав кілька будинків у Севільї та Альхесірасі. Крім того, завдяки своїм військовим успіхам на морі в цих боях адмірал Бокканегра здобув міжнародне визнання. Навіть англійське королівство хотіло найняти його для своїх військово-морських сил того ж року, але він відхилив їхню пропозицію і вирішив залишитися в Кастилії. Крім того, за дорученням Альфонсо він організував і керував невдалою спробою облоги Гібралтару в 1349 році, яка закінчилася через смерть Альфонсо під час облоги 1350 року через чуму. Після смерті Альфонсо його наступник Педро I Кастильський затвердив Бокканегра на посаді адмірала.
У 1357 році він брав участь у Першій кастильській громадянській війні на боці Педро I Кастильського в битві при Трігеросі проти Хуана де ла Серда, прихильника Енріке II Трастамари. Під час війни двох Педро, яка йшла паралельно з громадянською війною, він безуспішно керував кастильським флотом в боротьбі з Арагоном. Тим не менш, ці дії можна було вважати певним досягненням, оскільки кастильський флот вперше зміг провести таку значну операцію так далеко від Кастилії. В 1366 році Еджідіо Бокканегра перейшов на інший бік у і став прихильником Енріке II. Зокрема, він захопив і передав у розпорядження Енріке корабель, що перевозив королівські скарби, які Педро I хотів переправити морем до Португалії, після того, як Енріке захопив контроль над Кастилією. В 1367 році Педро I відновив контроль над Королівством Кастилія і цього ж року за участь у повстанні Еджідіо Бокканегра був страчений у Севільї.
Від його шлюбу з Марією П'єско народилося кілька синів і дочок, у тому числі Амбросіо Бокканегра, який змінив свого батька на чолі кастильського флоту після того, як Енріке II остаточно прийшов до влади.